# Dick Rathmann
Dick Rathmann   (Los Angeles, 6 de gener de 1924 - Melbourne, 1 de febrer de 2000) fou un pilot estatunidenc de curses automobilístiques.
Herman va córrer a la Champ Car a les temporades 1950, 1956 i 1958-1964 incloent-hi la cursa de les 500 milles d'Indianapolis que va córrer els anys 1950, 1956, 1958, 1959, 1960, 1961, 1962, 1963 i 1964.
El 2009 fou inclòs al West Coast Stock Car Hall of Fame.

## Resultats a la Indy 500
| Any    | Cotxe  | Sortida | Vel. mitja | Pos.   | Final  | Voltes | V. Líder | Retirat         |
| ------ | ------ | ------- | ---------- | ------ | ------ | ------ | -------- | --------------- |
| 1950   | 45     | 18      | 130.928    | 17     | 32     | 25     | 0        | Retirat         |
| 1956   | 73     | 4       | 144.471    | 6      | 5      | 200    | 0        | Acaba la cursa  |
| 1958   | 97     | 1       | 145.974    | 1      | 27     | 0      | 0        | Accident        |
| 1959   | 73     | 4       | 144.248    | 5      | 20     | 150    | 0        | Foc             |
| 1960   | 97     | 4       | 145.543    | 6      | 31     | 42     | 0        | Trencament      |
| 1961   | 97     | 6       | 146.033    | 8      | 13     | 164    | 0        | Bomba del comb. |
| 1962   | 9      | 13      | 147.161    | 13     | 24     | 51     | 0        | Magneto         |
| 1963   | 22     | 17      | 149.130    | 14     | 10     | 200    | 0        | Va acabar       |
| 1964   | 23     | 12      | 151.860    | 17     | 7      | 197    | 0        | a 3 voltes      |
| Totals | Totals | Totals  | Totals     | Totals | Totals | 1029   | 0        |                 |

| Sortides     | 9 |
| Poles        | 1 |
| Voltes líder | 1 |
| Victòries    | 0 |
| Top 5        | 1 |
| Top 10       | 3 |
| Retirat      | 6 |

## A la F1
El Gran Premi d'Indianapolis 500 va formar part del calendari del campionat del món de la Fórmula 1 entre les temporades 1950 a la 1960.
Els pilots que competien a la Indy durant aquests anys també eren comptabilitzats pel campionat de la F1.
Dick Rathmann va participar en 5 curses de F1, debutant al Gran Premi d'Indianapolis 500 del 1950 i va participar en el Gran Premi d'Indianapolis 500 en 4 ocasions més.

### Palmarès a la F1
- Participacions: 5
- Poles: 1
- Voltes Ràpides: 0
- Victòries: 0
- Punts vàlids per la F1: 2